# Sous-corps exotique de R
En mathématiques, un sous-corps exotique de ℝ est un sous-corps indénombrable strict de ℝ construit à l'aide du lemme de Zorn (et donc de l'axiome du choix).

## Exemple
Soit {\displaystyle E} l'ensemble des sous-corps de {\displaystyle \mathbb {R} } qui ne contiennent pas √2. L'ensemble {\displaystyle E} est non vide (ℚ est l'un de ses éléments) et partiellement ordonné par l'inclusion. On vérifie alors aisément que c'est un ensemble inductif. D'après le lemme de Zorn, il possède donc un élément maximal {\displaystyle K}.
La maximalité de {\displaystyle K} permet de montrer que l'extension {\displaystyle \mathbb {R} /K[{\sqrt {2}}]} est algébrique, ce qui entraîne que {\displaystyle K[{\sqrt {2}}]} est indénombrable.
Enfin, {\displaystyle K[{\sqrt {2}}]} est strictement inclus dans {\displaystyle \mathbb {R} } : dans le cas contraire, l'automorphisme de corps de {\displaystyle K[{\sqrt {2}}]} fixant les éléments de {\displaystyle K} et envoyant {\displaystyle {\sqrt {2}}} sur {\displaystyle -{\sqrt {2}}} serait un automorphisme de corps de {\displaystyle \mathbb {R} } autre que l'identité, ce qui contredirait un théorème de Darboux.

## Référence
(en) Ralph S. Butcher, Wallace L. Hamilton et John G. Milcetich, « Uncountable fields having proper uncountable subfields », Mathematics Magazine, vol. 58, no 3,‎ 1985, p. 171-172 (lire en ligne)